# Alexandru Moraru (n. 1880)
Alexandru Moraru (n. 1880, Corestăuți, județul Hotin – d. secolul al XX-lea) a fost un țăran, membru al Sfatului Țării.

## Biografie
La data de 27 martie 1918 Alexandru Moraru a votat Unirea Basarabiei cu România.